# Helen Keane
Helen Keane (* 16. Februar 1923 in New York City; † 22. April 1996 ebenda) war eine US-amerikanische Musikproduzentin und Künstleragentin. Sie zählte zu den wenigen Frauen in der Musikproduktion und wurde vor allem durch ihre Zusammenarbeit mit Bill Evans bekannt.

## Leben und Wirken
Helen Keane strebte schon früh eine Karriere in der Unterhaltungsbranche an; ihre Mutter hatte als Model gearbeitet und ihre Tante war Schauspielerin in New York. Sie begann ihre berufliche Laufbahn in den 40ern zunächst als Sekretärin bei der Music Corporation of America (MCA), die zu dieser Zeit die größte Künstleragentur war. Mit 19 Jahren war sie bald als erste Frau Künstleragentin für MCA. Zu ihren Entdeckungen zählte der junge Sänger Harry Belafonte, den sie dazu brachte, von Popsongs zu Folksongs zu wechseln.
Schließlich verließ sie MCA, um beim Fernsehsender CBS als Leiterin der Casting-Abteilung für die Fernseh-Shows zu arbeiten, wie etwa für die Gary Moore Show. Durch Moore und die Schallplatten ihres älteren Bruders kam sie mit dem Jazz in Kontakt und betreute um 1960 die TV-Auftritte von Künstlern wie Chris Connor, Marian McPartland und Toshiko Akiyoshi. Helen Keane blieb sieben Jahre bei der CBS; um mehr Zeit mit ihren Kindern verbringen zu können, gründete sie nach ihrem Weggang eine eigene Künstleragentur; ihre ersten Klienten waren ihr damaliger Ehemann Geoffrey Holder und die Tänzerin Camman de Lavallade.
Der Musikkritiker Gene Lees machte sie schließlich mit dem Jazzpianisten Bill Evans bekannt; sie wurde sogleich seine Managerin und begleitete ihn bei seinen Aufnahmesitzungen. Keane sorgte auch für den Wechsel Evans’ von Riverside Records zum größeren Label Verve. Durch ihren starken Anteil bei den Produktionen von Evans ermöglichte ihr dann Evans’ damaliger Produzent Creed Taylor, ebenfalls als Produzentin für MGM/Verve Records tätig zu werden. Schon das erste Album Empathy (1962), das sie mit Bill Evans produzierte, wurde für einen Grammy nominiert; das zweite, Conversations With Myself (1963) gewann ihn.
Keane blieb dann für 18 Jahre bis zu Bill Evans’ Tod dessen Managerin; sie vermittelte auch den Kontakt zu Tony Bennett, mit dem der Pianist zwei Alben produzierte. Insgesamt entstanden in der Zusammenarbeit mit Evans über dreißig Alben für die Label Verve, Columbia, CTI, Fantasy und Warner; sieben davon gewannen den Grammy. Nachdem durch ihre Arbeit mit Evans ihre Reputation gewachsen war, war sie als Managerin bzw. als Produzentin für Künstler wie João Gilberto (Amoroso), Mark Murphy, sowie für Paquito D’Rivera tätig, mit dem sie ab 1980 fünf Alben produzierte. Elf Jahre lang arbeitete sie mit Art Farmer und betreute dessen Produktionen für Contemporary (Ph. D., 1989 und Art Farmer in Japan 1992); außerdem 16 Jahre mit Kenny Burrell und Joanne Brackeen, deren Trioalbum Where Legends Dwell mit Eddie Gomez und Jack DeJohnette unter ihrer Produktion entstand. Ferner arbeitete sie mit Künstlern wie Barbara Carroll, Philly Joe Jones, der Clifford Jordan Big Band, Morgana King, Steve Kuhn, Claudio Roditi, Carol Sloane, Sylvia Syms, Clark Terry und Grover Washington, Jr.
Nach Bill Evans’ Tod 1980 betreute Helen Keane dessen Veröffentlichungen aus dem Nachlass; so wirkte sie bei der Edition The Complete Fantasy Recordings und der Veröffentlichung des Mitschnitts Blue in Green - The Concert in Canada (1991) für Milestone mit. Sie produzierte auch den 45-minütigen Film The Universal Mind of Bill Evans mit Mitschnitten von Auftritten und Interviews. 1991 editierte sie A Celebration of Bill Evans für das New School Jazz Program. 1992 nahm sie an der Versammlung der International Association for Jazz Education teil und referierte über Bill Evans und das Thema „Frauen im Musikbusiness“.
Anfang der 1990er Jahre arbeitete Helen Keane in der NJSO (National Jazz Service Organization) und trat bei mehreren Veranstaltungen und Seminaren zum Thema „Frauen und Jazz“ auf, so bei den Celebration of Women in Jazz Weeks am Berklee College of Music und an der Northwestern University, dem Women's Jazz Festival in Kansas City, den Universal Jazz Coalition Seminaren in New York und der Jazz Times Convention. Sie starb 1996 in Manhattan.